# 水蓝 (指挥)
水蓝（英語：Lan Shui，1957年—）是一位華裔美国指挥家。曾担任新加坡交响乐团音乐总监、哥本哈根爱乐乐团首席指挥，现任国立台湾交响乐团首席客座指挥及中国国家交响乐团艺术指导。

## 生平
水蓝出生于中国杭州。父母分别是医生、银行家。他起初学习小提琴，13岁便进入解放军总政文工团。18岁时踢足球造成手指受伤，结束了他成为小提琴家的梦想，转而学习作曲，在上海音乐学院师从桑桐。之后进入中央音乐学院学习指挥，师从黄飞立、徐新，1985年毕业。1986年指挥中央乐团完成其职业首演，随即被任命为北京交响乐团指挥。同年赴美国波士顿大学深造，期间他于1987年获第37届法国贝桑松国际青年指挥家比赛第二名，并参与坦格活德音乐节，与伦纳德·伯恩斯坦合作。1992年，任巴尔的摩交响乐团助理指挥。1994至1997年，任底特律交响乐团副指挥。1993至1995年，成为库尔特·马苏尔在纽约爱乐乐团的替补指挥。1997年，水蓝接替朱暉出任新加坡交响乐团音乐总监。2007年至2015年，任哥本哈根爱乐乐团首席指挥。2011年至2014年，任国立台湾交响乐团艺术顾问。2019年1月，水蓝卸任新加坡交响乐团音乐总监一职，并获授“桂冠指挥”称号，同时就任国立台湾交响乐团首席客座指挥。2024年7月他被聘为中国国家交响乐团艺术指导。

## 获奖与荣誉
- 波士顿大学杰出校友奖[10]
- 第37届法国贝桑松国际青年指挥家比赛（英语：International Besançon Competition for Young Conductors）第二名（1987年）[7]
- 新加坡文化奖（2009年）[15][16]

## 个人生活
水蓝是新加坡永久居民。
水蓝结过两次婚，各育有一子。